# Resolutie 130 Veiligheidsraad Verenigde Naties
Resolutie 130 van de Veiligheidsraad van de Verenigde Naties werd zonder stemronde door de Veiligheidsraad van de Verenigde Naties aangenomen op 25 november 1958.

## Inhoud
De Veiligheidsraad betreurde het overlijden van rechter José Gustavo Guerrero (El Salvador) op 25 oktober. Opgemerkt werd dat de ontstane vacature in het Internationaal Gerechtshof volgens het Statuut van het Hof moest worden ingevuld voor de rest van de ambtstermijn. Ook werd opgemerkt dat de Veiligheidsraad de datum van de verkiezing hiervoor moest bepalen.
Er werd besloten dat deze verkiezing zou plaatsvinden tijdens de veertiende sessie van de Algemene Vergadering of een speciale sessie voor die sessie.

## Verwante resoluties
- Resolutie 105 Veiligheidsraad Verenigde Naties
- Resolutie 117 Veiligheidsraad Verenigde Naties
- Resolutie 137 Veiligheidsraad Verenigde Naties
- Resolutie 208 Veiligheidsraad Verenigde Naties

Lijst ·  127 ·  128 ·  129 ·  130 ·  131